# Meliola argentina
Meliola argentina är en svampart som beskrevs av Speg. 1880. Meliola argentina ingår i släktet Meliola och familjen Meliolaceae.   Inga underarter finns listade i Catalogue of Life.